# 打貓北堡
打貓北堡，是台灣中南部自清治時期至日治初期的一個行政區劃，其範圍即今雲林縣的大埤鄉南部及嘉義縣的大林鎮西部、溪口鄉北部。
打貓北堡北邊為他里霧堡，東邊為打貓東頂堡、打貓東下堡，南邊為打貓南堡，西南邊為打貓西堡，西邊為白沙墩堡。

## 管轄街庄
打貓北堡共轄9個街庄：
- 今大埤鄉境內：大埤頭庄、盧竹巷庄、舊庄
- 今大林鎮境內：大莆林街、甘蔗崙庄、大湖庄、下埤頭庄、排仔路庄
- 今溪口鄉境內：游厝庄